# America's Army
O America's Army, em português Exército dos Estados Unidos (também conhecido como AA ou America's Army Game Project) é uma franquia de um jogo de computador/vídeo game e outras mídias desenvolvido pelo exército dos Estados Unidos e lançado como uma iniciativa de relações públicas para ajudar com o recrutamento. O America's Army foi concebido pelo coronel Casey Wardynski quando ele estava Escritório de Economia e Análise de Mão de Obra do Exército Americano na Academia Militar dos Estados Unidos. que pretende simular o ambiente de guerrilha a que os soldados estadunidenses devem estar preparados. Wardynski vislumbrou "usar a tecnologia de jogos de computador para fornecer ao público uma experiência virtual de um soldado que fosse envolvente, informativo e divertido."
Na primeira fase do jogo é necessário fazer um treino básico para que sejamos aprovados no exército. A partir daí podemos jogar contra outros jogadores ao estilo de Counter Strike. America's Army só permite pertencer ao exército americano.
Com a evolução o jogador vai conseguindo mais pontos de honra (até 100) conforme os inimigos mortos, os objectivos atingidos e a posição em que se encontra no esquadrão. Se o jogador atingir ou matar um aliado ou se for um mau líder pode perder pontos de honra.
Após o treino básico o jogador pode fazer vários cursos, como o de médico ou o de sniper. Para desbloquear novos mapas é necessário ter esses cursos. Os treinos variam de manuseamento de armas, carros e pulos de paraquedas.
Uma diferença dos demais jogos do gênero é que em AA o jogador precisa possuir habilidades e técnicas de invasão e escape, onde correr atirando pode não ser uma boa opção. O jogo leva o jogador a um nível maior de realismo e cooperativismo entre os jogadores tornando-o um game realmente de equipe.

## Servidores
Os servidores estão divididos em duas categorias: oficiais ou pessoais. Assim, os servidores oficiais são da responsabilidade do exército dos Estados Unidos. Isso faz com que estes sejam mais estáveis, mas também mais propícios à ação de trapaças (cheaters) ou propagandas (spammers).
Os servidores pessoais pertencem na maioria das vezes a clans. Estes servidores têm regras, e por isso os jogadores não são tão incomodados pelos outros. Contudo os servidores pessoais são mais instáveis e pouco democráticos (o administrador pode expulsar um jogador só para dar espaço a um amigo ou membro do clan).